# Werchoturje
Werchoturje (russisch Верхотурье) ist eine Kleinstadt in der Oblast Swerdlowsk (Russland) mit 8820 Einwohnern (Stand 14. Oktober 2010).

## Geografie
Die Stadt liegt am Ostrand des Ural, etwa 300 km nördlich der Oblasthauptstadt Jekaterinburg, am linken, steilen und felsigen Ufer des Flusses Tura.
Werchoturje, die kleinste Stadt der Oblast, ist Verwaltungszentrum des gleichnamigen Kreises.
Die Stadt liegt an der 1906 eröffneten Eisenbahnstrecke Kuschwa (Station Goroblagodatskaja) – Serow. Die Bahnstation befindet sich etwa 5 km westlich der Stadt bei der Siedlung Priwoksalny.

## Geschichte
Werchoturje gehört zu den ältesten Städten, die während der russischen Besiedlung der Gebiete östlich des Ural entstanden. 1598 wurde hier an Stelle der mansischen Siedlung Neromkarr im Rahmen der Eröffnung der sogenannten Babinow-Straße (Babinowskaja doroga) ein Ostrog errichtet und sofort „Stadt“ genannt. Die Straße stellte einen neuen, kürzeren Weg vom europäischen Teil Russlands nach Sibirien dar. 1601 wurde hier eine Zollstelle eröffnet und alle anderen Wege nach Sibirien verboten. Bis in die zweite Hälfte des 18. Jahrhunderts blieb die Stadt wichtigster Transithandelspunkt und Zentrum der russischen Besiedlung des Uralhinterlandes. Während zweier Großbrände 1674 und 1738 wurde die Stadt stark in Mitleidenschaft gezogen. Ab 1699 entstand anstelle der bisherigen Holfzestung der steinerne Kreml von Werchoturje, der einzige seiner Art im Ural. Heute ist er der kleinste und jüngste Kreml Russlands.
Die Entwicklung der Stadt verlangsamte sich mit der Abschaffung der Zollgebühren und Schließung der nun Werchoturjer Trakt genannten Straße 1763. Seit 1708 Stadt des Gouvernements Sibirien, gehörte Werchoturje ab 1764 zur Statthalterschaft Tobolsk, ab 1781 zur Statthalterschaft Perm (später Gouvernement Perm) und wurde nun Zentrum der Ausübung verschiedener Handwerke.
Bis zum Ende des 19./ Anfang des 20. Jahrhunderts war Werchoturje ein wichtiges religiöses Zentrum. Das 1604 gegründete Nikolaus-Männerkloster mit den Reliquien des Heiligen Simeon des Gerechten, eines Werchoturjer Wundertäters, war ein in ganz Russland bekanntes Pilgerziel.
1926 verlor Werchoturje den Stadtstatus, erhielt ihn aber 1947 anlässlich des 350. Jahrestages der Gründung erneut.

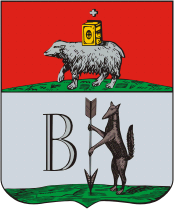
Altes Stadtwappen (1783)
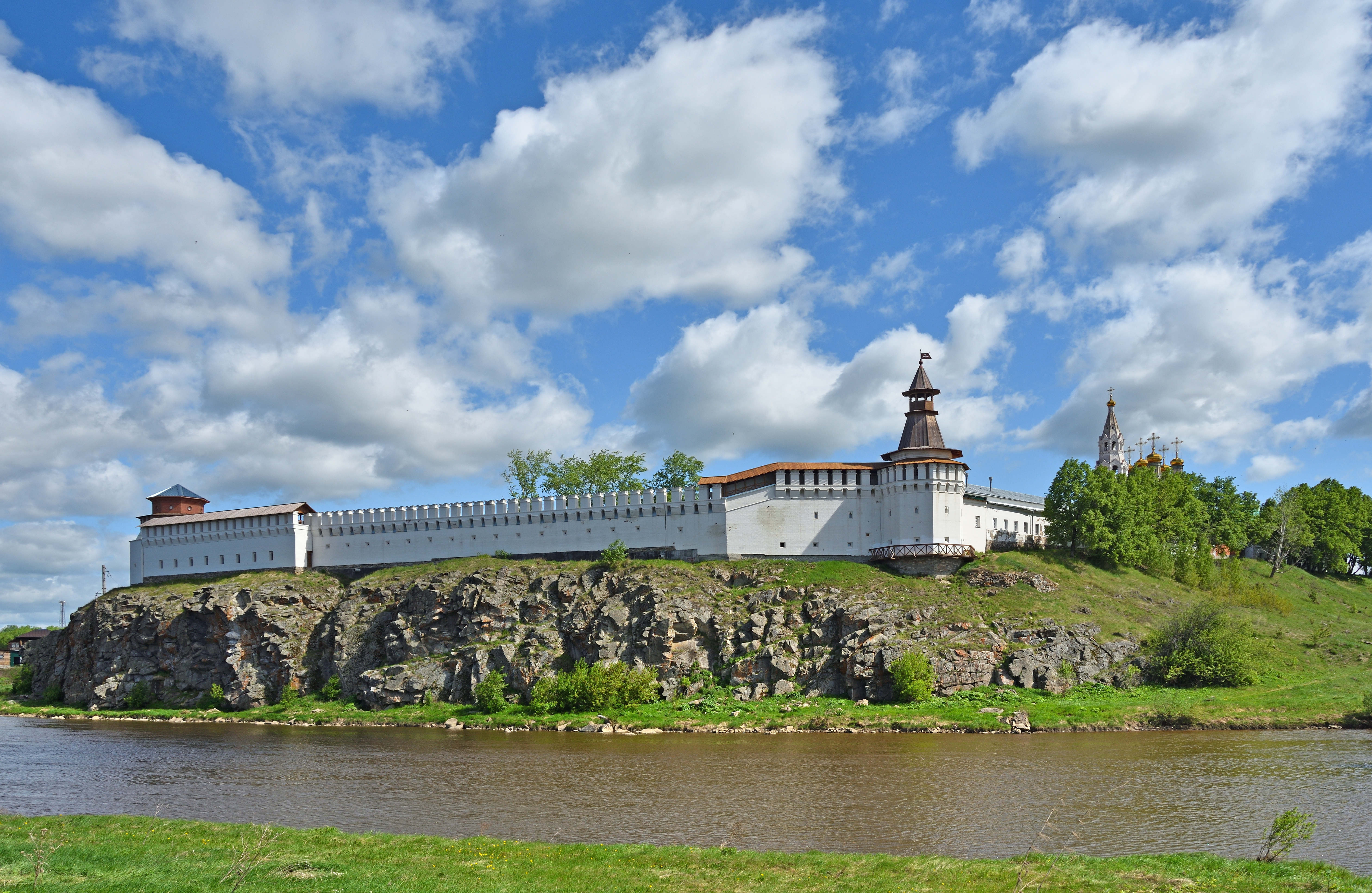
Kreml von Werchoturje
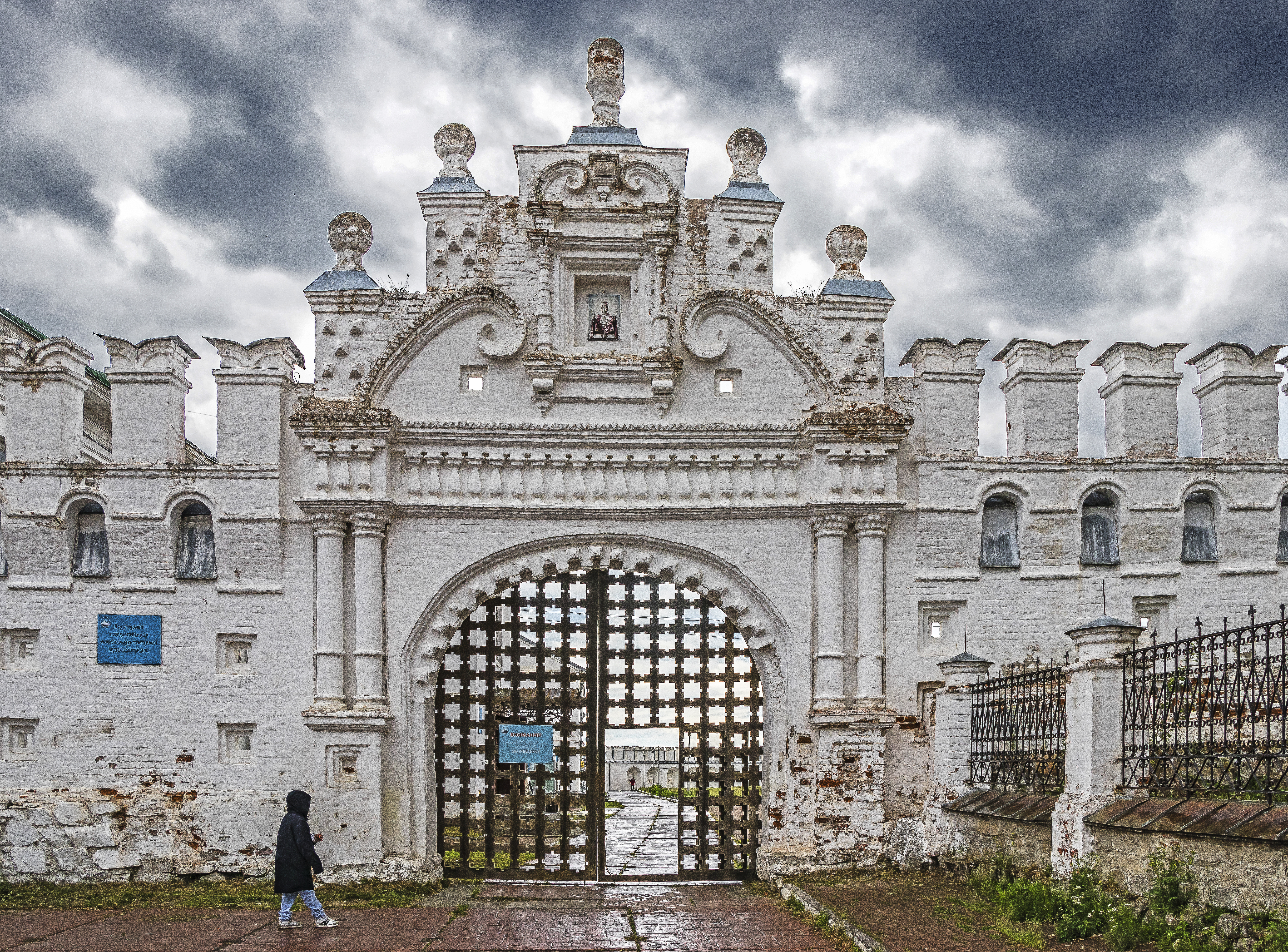
Tor des Kreml von Werchoturje
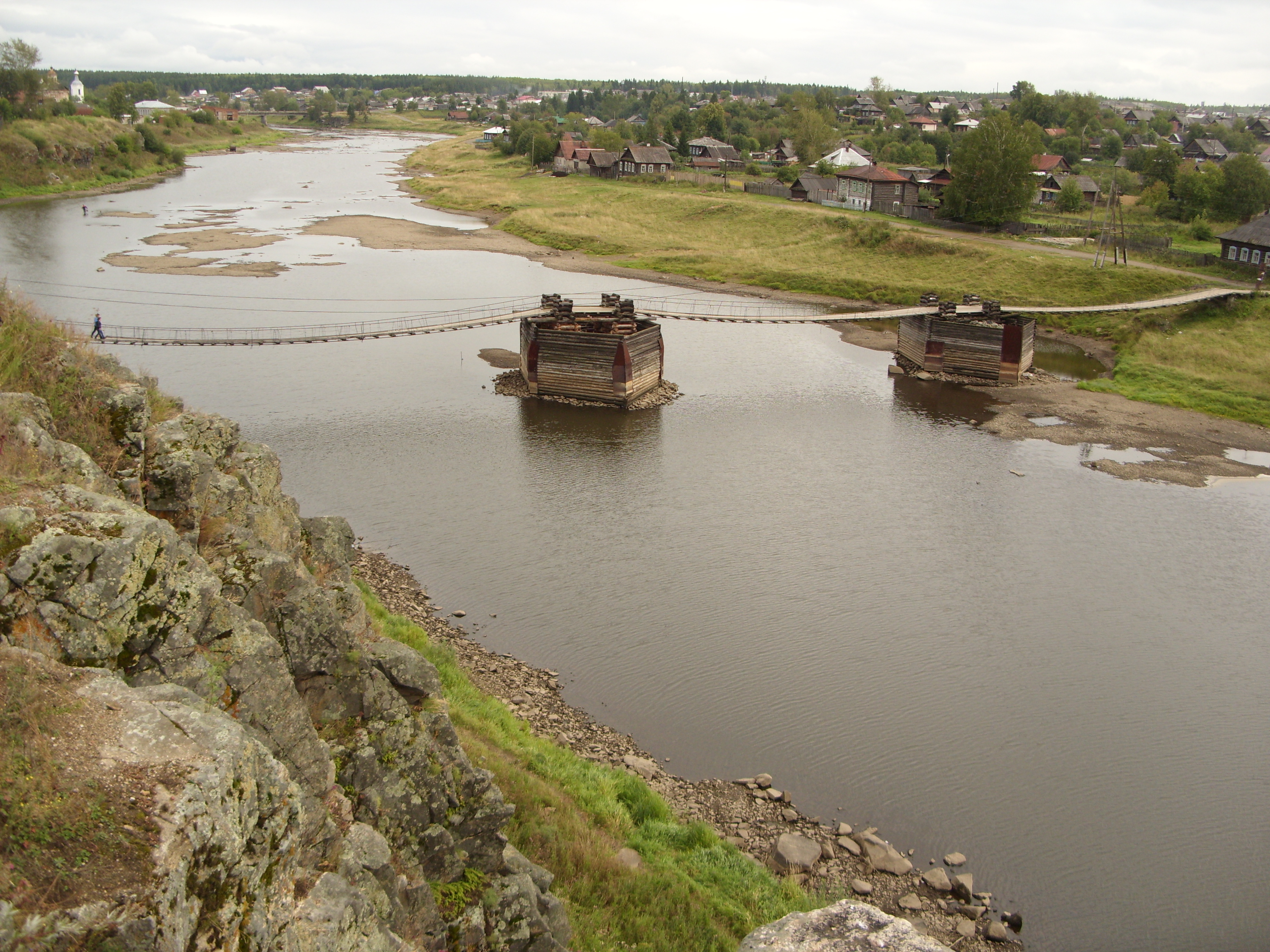
Fußgängerbrücke über die Tura
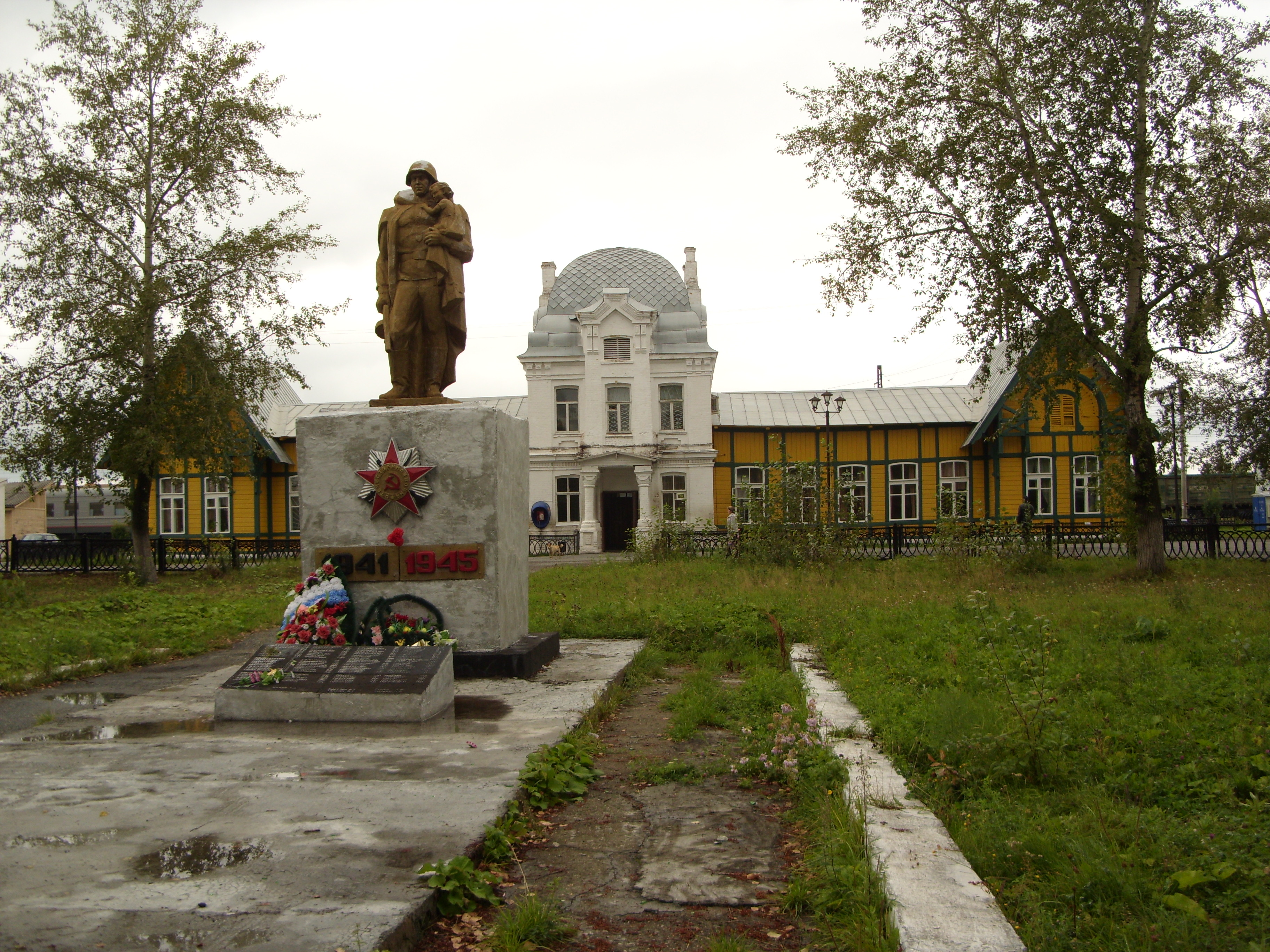
Bahnhof mit Kriegsdenkmal

### Bevölkerungsentwicklung
| Jahr | Einwohner |
| ---- | --------- |
| 1897 | 3.179     |
| 1939 | 7.177     |
| 1959 | 10.917    |
| 1970 | 9.688     |
| 1979 | 8.966     |
| 1989 | 8.973     |
| 2002 | 7.815     |
| 2010 | 8.820     |

Anmerkung: Volkszählungsdaten

## Kultur und Sehenswürdigkeiten

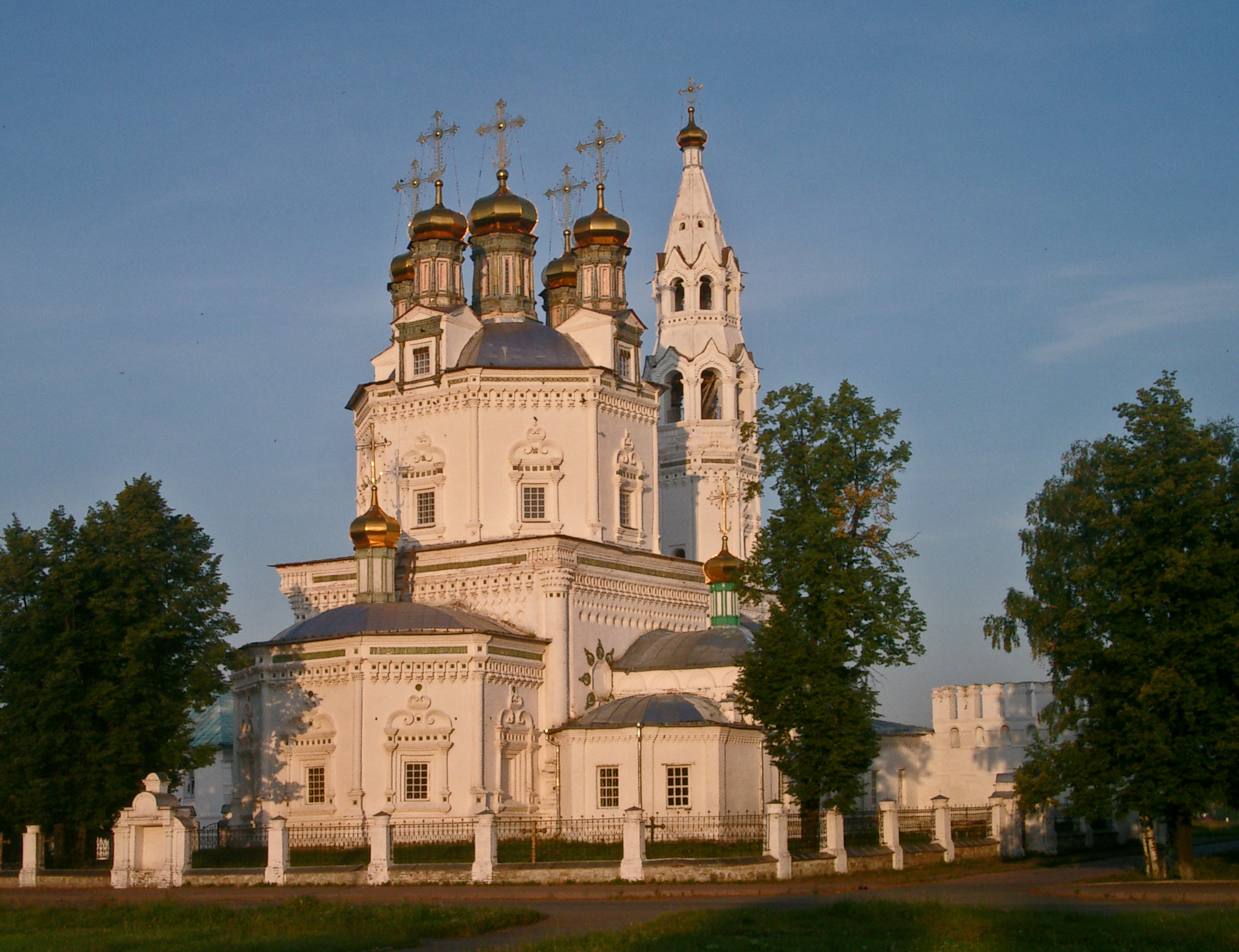
Dreifaltigkeitskathedrale

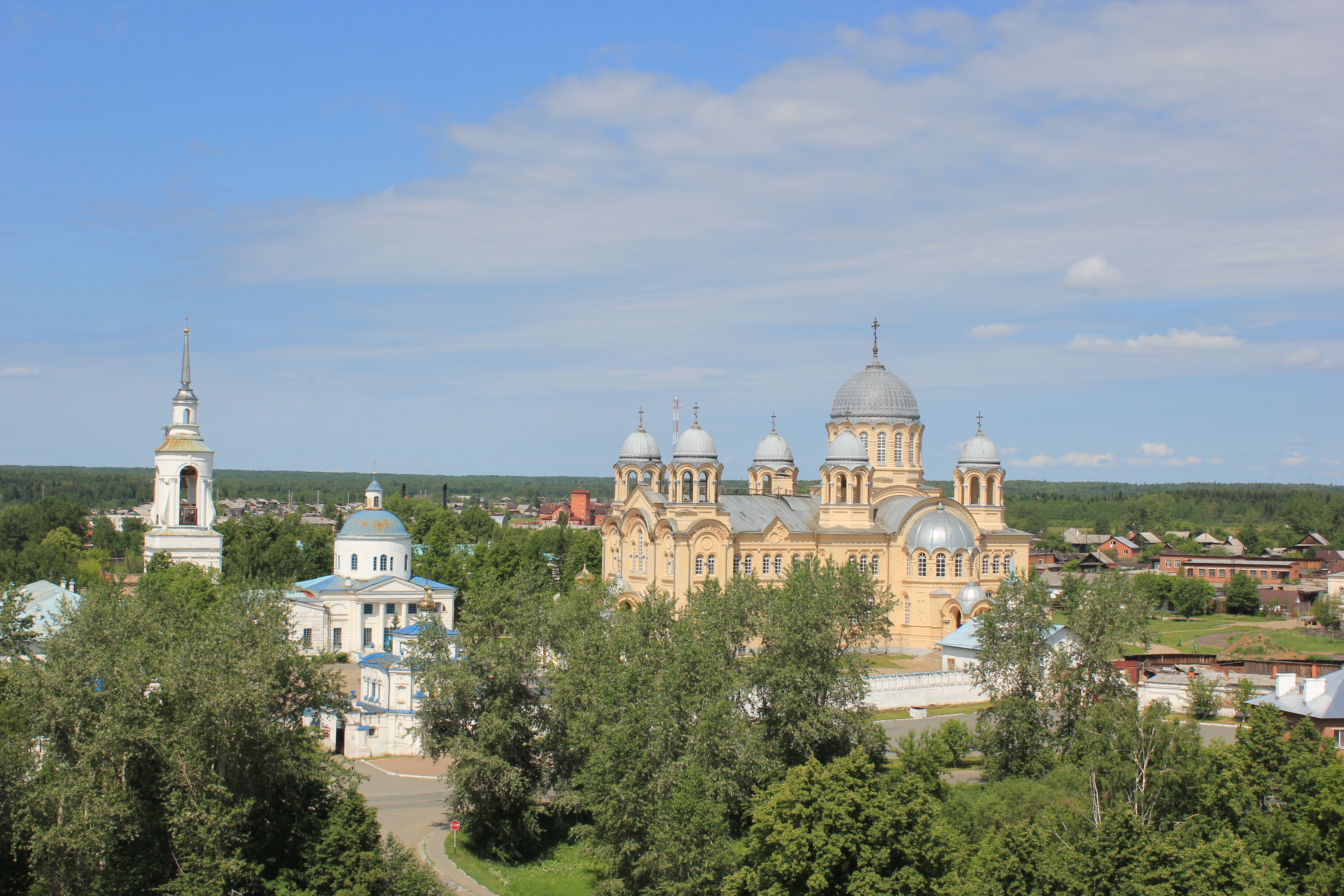
Sankt-Nikolai-Kloster

Da Werchoturje im Gegensatz zu fast allen anderen Städten der Uralregion von der Industrialisierung des 19. und insbesondere des 20. Jahrhunderts praktisch unberührt blieb, sind große Teile des historischen Stadtbildes relativ gut erhalten.
Den Stadtkern bildete der Kreml, dessen Lage 1597 auf einer felsigen Erhebung am linken Flussufer gewählt wurde. Vom Kreml sind die 1700–1713 errichteten Tore mit Portalen sowie die Dreifaltigkeitskathedrale (Троицкий собор/ Troizki sobor) von 1703 bis 1712 erhalten.
Die Kreuzerhöhungskathedrale (Крестовоздвиженский собор/ Krestowosdwischenski sobor) von 1905 bis 1913 im Nikolaus-Kloster ist eine der größten in Russland. In diesem Kloster befinden sich zudem die klassizistische Kirche der Verklärungs des Herrn (Преображенская церковь) von 1821 mit einem in den 1930er Jahren zerstörten und 1998 originalgetreu wiedererrichteten Glockenturm sowie die Simeon-und-Anna-Kirche (Симеоно-Аннинская церковь/ Simeono-Anninskaja zerkow) von 1856 im altrussischen Stil.
Das 1621 gegründete Mariä-Schutz-und-Fürbitte-Kloster (Покровский монастырь/ Pokrowski monastyr) war das erste russisch-orthodoxe Frauenkloster jenseits des Ural.
Außerdem ist ein Teil der alten säkularen steinernen und hölzernen Bebauung der Stadt erhalten, so das Juschkow-Hospital und -Wohnhaus vom Ende des 18. Jahrhunderts und der ersten Hälfte des 19. Jahrhunderts.
Die architektonischen Denkmäler von Werchoturje sind zu einem Historisch-architektonischen Museums-Sapowednik zusammengefasst. Die Stadt besitzt als wichtigstes Zentrum der Russisch-Orthodoxen Kirche des Uralgebietes ein Museum der Orthodoxie (Prawoslawny musei).

## Wirtschaft
In Werchoturje sind Betriebe für Forstchemie sowie der Lebensmittelindustrie ansässig. In der Nähe befindet sich an der Tura das kleine Werchoturjer Wasserkraftwerk.
Im umliegenden Rajon spielt die Forstwirtschaft eine wichtige Rolle.